# 新源县
新源县（維吾爾語：كۈنەس ناھىيىسى‎，拉丁维文：Künes Nahiyisi）是中国新疆维吾尔自治区伊犁哈萨克自治州所辖的一个县。

## 历史沿革
民国二十八年（1939年），伊犁行政公署长姚雄经呈报新疆省政府批准，将巩乃斯（Künes）游牧区从巩留县划出，设立恰克满设治局；民国三十一年（1943年）更名为新源设治局，意即「新开拓之原野」；1945年改巩乃斯（Künes）县，1946年10月改新源县。

## 行政区划
新源县下辖9个镇、2个乡：
新源镇、则克台镇、阿热勒托别镇、塔勒德镇、那拉提镇、肖尔布拉克镇、喀拉布拉镇、阿勒玛勒镇、坎苏镇、别斯托别乡、吐尔根乡、巩乃斯种羊场和新源县公安农场。

## 人口民族
2020年末，根据第七次人口普查数据显示：全县常住人口为306525人。